# Suzuki SV 650
Suzuki SV 650 je motocykl firmy Suzuki kategorie naked bike, vyráběný od roku 1999. Předchůdcem modelu je Suzuki TL 1000 s litrovým objemem motoru.

## Popis
Suzuki SV 650 je příjemný motocykl střední váhy. Nabízí výborný kapalinou chlazený motor do V spolu s vysokou praktičností a dá se s ním užít i spoustu zábavy. Vyníká sportovním zvukem a spolehlivostí, velmi lehce se řídí a je populárním mezi začínajícími motorkáři. Motocykl je lehký s výbornými tlumiči a brzdami.

## Varianty
- SV 650N – klasický naháč (nahrazen v roce 2009 modelem Suzuki SFV 650 Gladius)

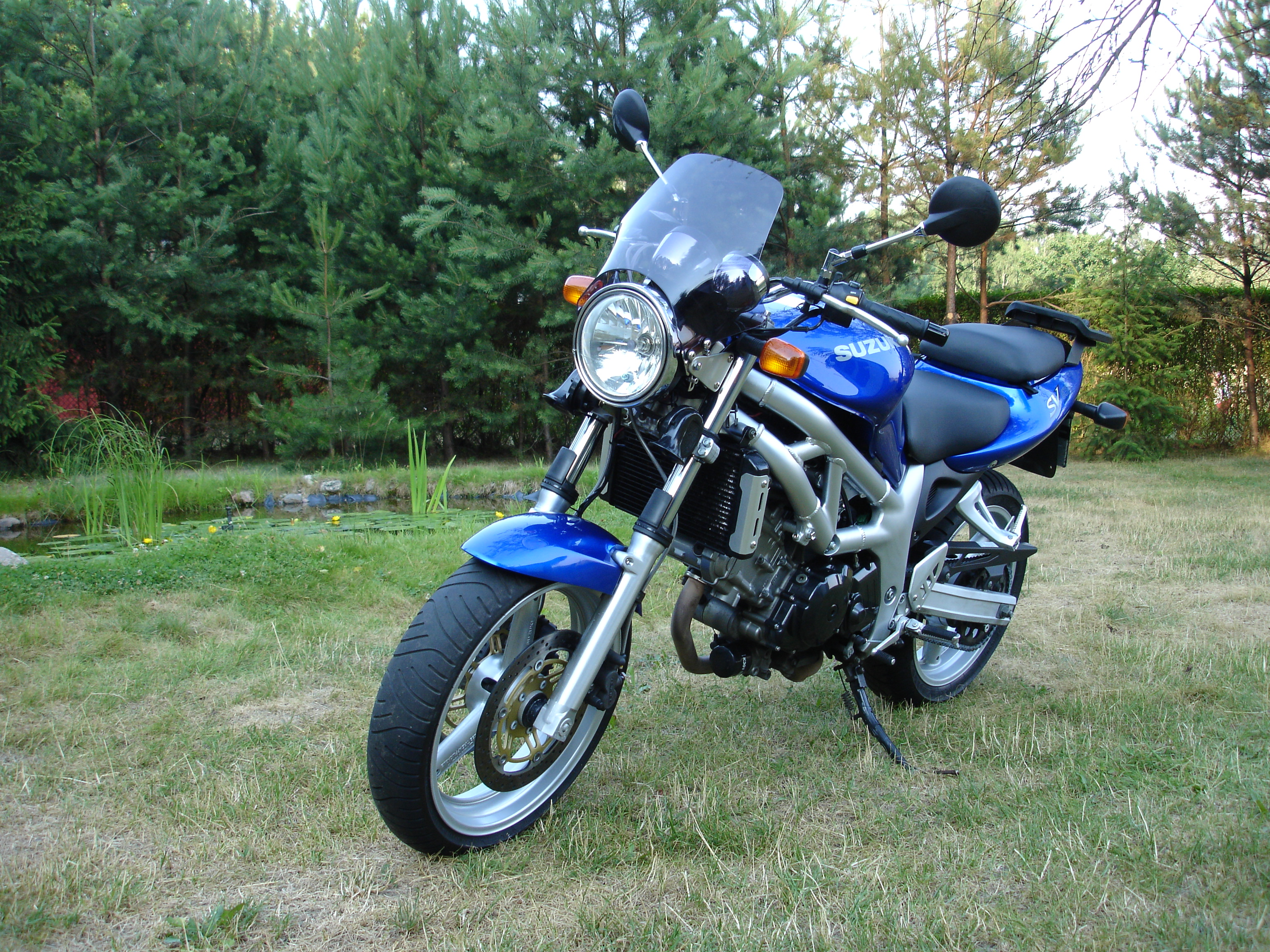
Suzuki SV 650N

- SV 650S – polokapotáž

## Technické parametry pro Suzuki SV 650 modelový rok 2000
- Rám: hliníkový páteřový
- Suchá hmotnost: 169 kg
- Pohotovostní hmotnost: 189 kg
- Maximální rychlost: 200 km/h